# イワヤスゲ
イワヤスゲ Carex tumidula はカヤツリグサ科スゲ属植物の1つ。小穂や花序の形態はタガネソウに似るが、葉は細長い。四国は愛媛県にのみ生育する固有種である。

## 特徴

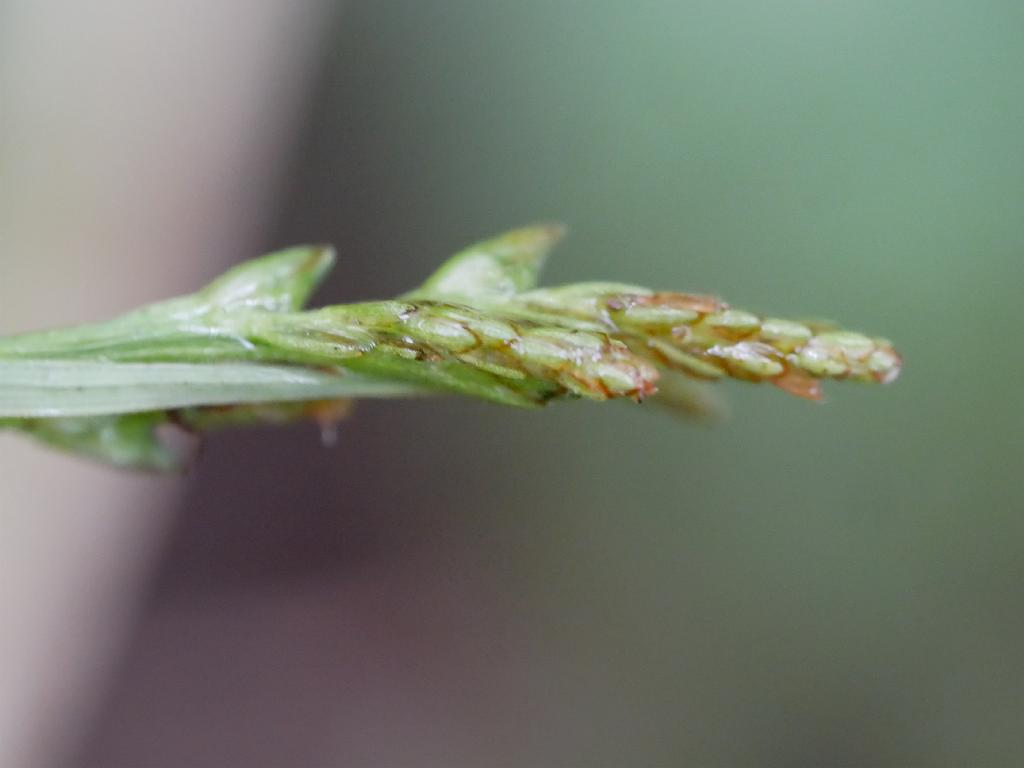
花序の先端部分

小柄な多年生の草本。地下に長く匍匐茎を伸ばし、小さな株しか作らず、まばらな群落になる。背丈は花茎が30-50cmほど。葉は花茎より長く伸び、幅は2-3mmほど、ざらつくが質は柔らかい。基部の鞘は赤紫色に染まる。印象としては別属であるがハマスゲをか弱くしたような雰囲気である。
花茎はざらつかず、長さ15-30cmのうちの先端側5-15cmの範囲に小穂を4-6個つける。小穂の基部にある苞は短いものは仏縁苞のようで、長いものは葉状になって長さは0.3-2cmになる。また1つの苞の基部から小穂が3個までつく。小穂はどれも同型の傾向が強く、ほぼ雄雌性で雄花部が長く、基部には短い柄がある。ただし頂小穂は時に雄性となり、長さは0.5-1cm、側小穂はいずれも雄雌性で長さ1-1.5cm。雄花部の方が長く、雌花は基部に1-3個つくだけである。雄花鱗片は長楕円形で先端が丸く、縁に細かな毛がある。雌花鱗片はやはり長楕円形で先端が丸く、縁に細かな毛があるが、長さは雄花鱗片より少し長い。果胞は雌花鱗片とほぼ同じ長さで、長さ3mm、幅1.5mm、卵形で表面は滑らか、先端は短い嘴になり、その先端にある口は中央がくぼんだ形になっている。痩果は果胞に密に包まれ、広倒卵形で長さ2mm、幅1mm。柱頭は3つに分かれており、短くて赤紫色をしている。
和名は上浮穴郡の岩屋山に由来する。

## 分布と生育環境
日本の固有種であり、しかも四国の愛媛県のみに分布する。ただし公表されていないものの、他県にも産地があるとのこと。
森林の林縁や林床に生える。

## 分類
本種は小穂は雄雌性で苞には鞘があり、果胞にはほとんど嘴がなくて柱頭は3裂する、といった特徴をタガネソウ C. siderosticta などと共有し、共にタガネソウ節 Sect. Siderostictae に含められている。小穂を1つの節から複数出すことがあること、匍匐茎を伸ばし、前年に葉を出した節から花茎を伸ばすことなどでもタガネソウと共通し、染色体数が 2n = 12 である点も同じである。現在ではこの類がスゲ属でもっとも祖先的なものであると考えられている。他方、この節に含まれる種はタガネソウを始め日本には本種を含めて4種あるが、本種以外はスゲ属では珍しく葉幅が広い披針形ないし楕円形の葉を持ち、その中で本種だけは一般のスゲ類のような細長い葉である点で明確に区別できる。もっともこれはむしろ他のスゲ属と区別が全然つかない、と言うことにはなるのだが、元々スゲ属のものは花穂がない限りはまず同定できない。

## 保護の状況
環境省のレッドデータブックでは絶滅危惧II類に指定されている。現状では2007年次の調査から変化はないとされている。特異で珍奇なものではあるが、それらはすべて学術的な価値であり、何しろ全然人目を引かず、園芸的な観賞価値など全くないので、環境が保たれていれば特に問題はない、というところだと思われる。